# Río Navajos
El río Navajos, Ahogaborricos, Bustillo o Valdeduey es un río español de escaso caudal, afluente del río Valderaduey.

## Descripción
Tiene una longitud aproximada de 50 km (kilómetros). Su nacimiento se encuentra muy próximo al vértice geodésico Navajos (841,4 m s. n. m. —metros sobre el nivel del mar—), en la confluencia de los términos municipales de Fontihoyuelo, Villanueva de la Condesa y Villalón de Campos; a los pocos kilómetros, atraviesa Bustillo de Chaves, pueblo del que toma uno de sus nombres. Todo su curso discurre por la comarca castellano leonesa de Tierra de Campos, en su mayor parte por la provincia de Valladolid, aunque su porción final penetra en la de Zamora donde desemboca en el Valderaduey, a la altura de Villalpando.

## Etimología
- Taratoi: nombre con el que se le conocía antiguamente; con el tiempo evolucionó a Taraduey, tratándose seguramente de una raíz procedente del euskera. Este término es muy similar al antiguo nombre de su río colector, Aratoi (‘tierra de llanuras’ en euskera), que con el tiempo derivó en Araduey y, más adelante, ganó el prefijo val- (‘valle’), quedando Valderaduey.

- Navajos: nombre que según Pascual Martínez Sopena procedería de las múltiples lagunas endorreicas tipo lavajos que hubo a lo largo de su recorrido; además, este término dio nombre al alto de Navajos, donde nace el río.

- Ahogaborricos: nombre que alude de forma cómica al caudal del río, tan escaso que el que en él se ahogara debería de ser un borrico.

- Bustillo: nombre procedente de Bustillo de Chaves, pueblo que cruza al poco de nacer.

## Municipios que atraviesa
- provincia de Valladolid:
  - Fontihoyuelo (donde nace y hace de linde del municipio por el sur).
  - Villalón de Campos (donde nace y hace de linde del municipio por el norte).
  - Villanueva de la Condesa (hace de linde del municipio por el sur).
  - Bustillo de Chaves (bordea el pueblo por el noroeste).
  - Villacid de Campos (bordea el pueblo por el oeste).
  - Ceinos de Campos (bordea el pueblo por el noroeste).
  - Villalán de Campos (atraviesa el este de su término municipal).
  - Aguilar de Campos (discurre a 400 metros al oeste del pueblo).
  - Villamuriel de Campos (bordea el pueblo por el oeste).
  - Villafrechós (atraviesa el noroeste de su término municipal).
  - Santa Eufemia del Arroyo (bordea el pueblo por el sureste).

- provincia de Zamora:
  - Quintanilla del Monte (discurre a 400 metros al noreste del pueblo).
  - Villamayor de Campos (atraviesa el sur de su término municipal).
  - Villalpando (donde desemboca en el Valderaduey en el norte del término municipal).

- Datos: Q3297568
- Multimedia: Navajos River (Spain) / Q3297568